# 존 코크
존 코크(John Cocke, 1925년 5월 30일 – 2002년 7월 16일)는 컴퓨터 아키텍처와 컴파일러 설계 최적화에 대한 지대한 공헌을 인정받은 미국 컴퓨터 과학자이다. 그는 많은 사람들에게 " RISC 아키텍처의 아버지"로 간주된다.
그는 미국 노스캐롤라이나 주 샬럿에서 태어났다. 그는 1946년에 듀크 대학교에서 기계 공학 학사 학위와 박사 학위를 받았다. 1956년 수학. 코크는 1956년부터 1992년까지 IBM의 산업 연구원으로 전체 경력을 보냈다.
아마도 그의 혁신이 가장 주목을 받은 프로젝트는 IBM 801 미니컴퓨터였을 것이다. 여기서 그는 아키텍처 명령 세트의 설계를 컴파일러가 실제로 내보낸 비교적 단순한 명령과 일치시키면 저렴한 비용으로 고성능이 가능하다는 것을 깨달았다.
그는 CYK 알고리즘 (Cocke의 경우 C)의 발명가 중 한 사람이다. 그는 또한 1970년대와 1980년대에 IBM에서 선구적인 음성 인식 및 기계 번역 작업에 참여했으며, 음성 인식에 트라이그램 언어 모델 을 사용하는 아이디어를 창시한 것으로 Frederick Jelinek에 의해 인정받고 있다.